# Gare de Tosu
La gare de Tosu (鳥栖駅, Tosu-eki) est une gare ferroviaire de la ville de Tosu, dans la préfecture de Saga au Japon. Elle est exploitée par la compagnie JR Kyushu.

## Situation ferroviaire
La gare de Tosu est située au point kilométrique (PK) 106,8 de la ligne principale Kagoshima. Elle marque le début de la ligne principale Nagasaki.

## Histoire
La gare a été inaugurée le 11 décembre 1889.

## Service des voyageurs

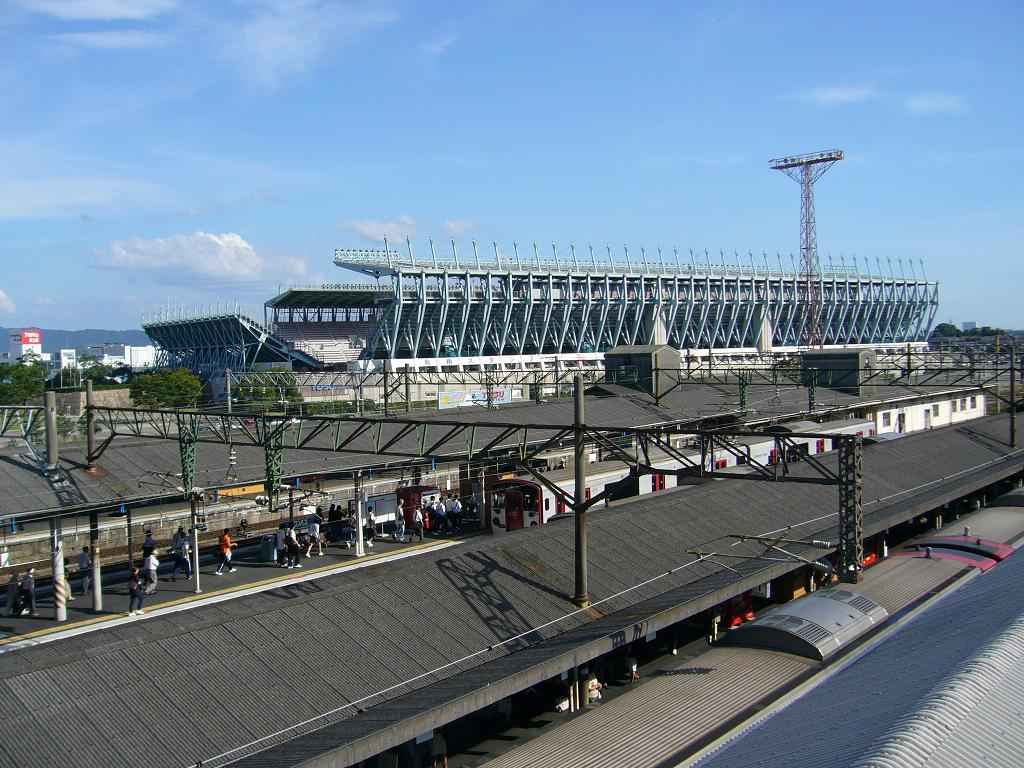
Vue des quais avec le stade de Tosu en arrière-plan.

### Accueil
La gare dispose d'un bâtiment voyageurs ouvert tous les jours, avec des guichets et des automates pour l'achat de titres de transport.

### Desserte
- Ligne principale Kagoshima :
  - voies 1 à 4 : direction Hakata, Kokura et Mojikō
  - voies 2 à 6 : direction Kurume et Arao
- Ligne principale Nagasaki :
  - voies 2 à 6 : direction Saga et Nagasaki